# Jefe de la oposición de Cataluña
El jefe de la oposición de Cataluña (en catalán y cooficialmente cap de l'oposició a Catalunya) es una figura institucional reconocida por el ordenamiento jurídico autonómico de Cataluña, cargo regulado por la ley 13/2008 del 5 de noviembre de la Presidencia de la Generalidad y del Gobierno, la cual derogó el decreto 256/2004 del 13 de abril. La figura de jefe de la oposición de Cataluña fue una propuesta electoral de Pasqual Maragall, materializada durante su presidencia de la Generalidad (2003-2006).

## Representación
La figura de jefe de la oposición es ostentada por el presidente del grupo parlamentario con mayor número de escaños que no haya votado a favor de la investidura del presidente de la Generalidad. En caso de empate a escaños, de ocurrir, se resuelve a favor del grupo que haya obtenido más votos en las elecciones. En caso de igualdad también en este punto, el miembro de la Mesa de mayor rango que no pertenezca a un grupo parlamentario que apoye al Gobierno designará directamente al Jefe de la Oposición.
La presidencia del Parlamento es la que declara oficialmente la condición de líder de la oposición mediante una resolución.

## Funciones
Las atribuciones de jefe de la oposición incluyen la de ser consultado, a iniciativa de la Presidencia de la Generalidad de Cataluña, sobre los asuntos de mayor importancia para Cataluña y la de proponer mejoras a la acción de gobierno.

## Derechos
El jefe de la oposición de Cataluña recibe el tratamiento de «Honorable Señor» (Honorable Senyor). En ceremonias protocolarias se ubica en el lugar inmediatamente posterior a los expresidentes de la Generalidad. Recibe además una retribución específica por el desempeño de jefe de la oposición y dispone de medios humanos y materiales necesarios para el ejercicio de sus funciones, los cuales han de ser provistos por el Parlamento.

## Titulares del cargo
| Imagen                                  | Nombre (Nacimiento-Muerte)        | Periodo                 | Periodo                 | Periodo                  | Partido Político | Partido Político | Oposición al gobierno     | Elección                  | Presidente (Periodo) | Presidente (Periodo)          |
| Imagen                                  | Nombre (Nacimiento-Muerte)        | Inicio                  | Final                   | Duración                 | Partido Político | Partido Político | Oposición al gobierno     | Elección                  | Presidente (Periodo) | Presidente (Periodo)          |
| --------------------------------------- | --------------------------------- | ----------------------- | ----------------------- | ------------------------ | ---------------- | ---------------- | ------------------------- | ------------------------- | -------------------- | ----------------------------- |
|                                         | Joan Reventós (1927-2004)         | 8 de mayo de 1980       | 18 de junio de 1984     | 4 años y 41 días         |                  | PSC              | Pujol I                   | 1980                      |                      | Jordi Pujol (1980-2003)       |
|                                         | Raimon Obiols (nacido en 1940)    | 18 de junio de 1984     | 4 de julio de 1988      | 11 años y 207 días       |                  | PSC-PSOE         | Pujol II                  | 1984                      |                      | Jordi Pujol (1980-2003)       |
| 4 de julio de 1988                      | Raimon Obiols (nacido en 1940)    | 15 de abril de 1992     | Pujol III               | 11 años y 207 días       | 1988             | PSC-PSOE         |                           |                           |                      | Jordi Pujol (1980-2003)       |
| 15 de abril de 1992                     | Raimon Obiols (nacido en 1940)    | 11 de enero de 1996     | Pujol IV                | 11 años y 207 días       | 1992             | PSC-PSOE         |                           |                           |                      | Jordi Pujol (1980-2003)       |
|                                         | Joaquim Nadal (nacido en 1948)    | 11 de enero de 1996     | 29 de noviembre de 1999 | 3 años y 322 días        |                  | PSC-PSOE         | Pujol V                   | 1995                      |                      | Jordi Pujol (1980-2003)       |
|                                         | Pasqual Maragall (nacido en 1941) | 29 de noviembre de 1999 | 20 de diciembre de 2003 | 4 años y 21 días         |                  | PSC-PSOE         | Pujol VI                  | 1999                      |                      | Jordi Pujol (1980-2003)       |
|                                         | Artur Mas (nacido en 1956)        | 20 de diciembre de 2003 | 28 de noviembre de 2006 | 7 años y 3 días          |                  | CiU              | Maragall                  | 2003                      |                      | Pasqual Maragall (2003-2006)  |
| 28 de noviembre de 2006                 | Artur Mas (nacido en 1956)        | 23 de diciembre de 2010 | Montilla                | 7 años y 3 días          | 2006             | CiU              |                           | José Montilla (2006-2010) |                      |                               |
|                                         | Joaquim Nadal (nacido en 1948)    | 23 de diciembre de 2010 | 3 de septiembre de 2012 | 1 año y 255 días         |                  | PSC              | Mas I                     | 2010                      |                      | Artur Mas (2010-2016)         |
|                                         | Xavier Sabaté (nacido en 1953)    | 3 de septiembre de 2012 | 9 de enero de 2013      | 128 días                 |                  | PSC-PSOE         | Mas I                     | 2010                      |                      | Artur Mas (2010-2016)         |
|                                         | Oriol Junqueras (nacido en 1969)  | 9 de enero de 2013      | 21 de enero de 2015     | 2 años y 140 días        |                  | ERC              | Mas II                    | 2012                      |                      | Artur Mas (2010-2016)         |
|                                         | Inés Arrimadas (nacida en 1981)   | 21 de enero de 2015     | 28 de octubre de 2017   | 4 años y 116 días        |                  | Cs               | Puigdemont                | 2015                      |                      | Carles Puigdemont (2016-2017) |
| Aplicación del artículo 155 en Cataluña | Inés Arrimadas (nacida en 1981)   | 21 de enero de 2015     | 28 de octubre de 2017   | 4 años y 116 días        |                  | Cs               |                           |                           |                      |                               |
| 14 de junio de 2018                     | Inés Arrimadas (nacida en 1981)   | 17 de mayo de 2019      | Torra                   | 4 años y 116 días        | 2017             | Cs               |                           | Joaquim Torra (2018-2020) |                      |                               |
|                                         | Carlos Carrizosa (nacido en 1964) | 17 de mayo de 2019      | Torra                   | 29 de septiembre de 2020 | 2017             | 2 años y 11 días |                           | Joaquim Torra (2018-2020) | Cs                   |                               |
| 29 de septiembre de 2020                | Carlos Carrizosa (nacido en 1964) | 28 de mayo de 2021      | Torra                   |                          | 2017             | 2 años y 11 días | Pere Aragonès (2020-2024) |                           | Cs                   |                               |
|                                         | Salvador Illa (nacido en 1966)    | 28 de mayo de 2021      | 8 de agosto de 2024     | 3 años y 72 días         |                  | PSC-PSOE         | Pere Aragonès (2020-2024) | Aragonès                  | 2021                 |                               |
|                                         | Vacante                           | 8 de agosto de 2024     |                         | 299 días                 |                  | Junts+           | Illa                      | 2024                      |                      | Salvador Illa (2024-presente) |